# Ignacio Brex
Juan Ignacio Brex, detto Nacho (Buenos Aires, 26 maggio 1992), è un rugbista internazionale di rugby a VII per l'Argentina e di rugby a XV per l'Italia, nel ruolo di tre quarti centro; milita nel Benetton.

## Biografia
Brex nacque a Buenos Aires in una famiglia di rugbisti di cui è l'unico a giocare come tre quarti; formatosi nel Club San Cirano, disputò tre stagioni da professionista dal 2012 al 2014 e giocò, nel 2013, due incontri con la formazione provinciale Pampas XV impegnata in Vodacom Cup.
Nel 2015 approdò in Italia, sponda Viadana; qui si fece notare per le sue doti di attaccante e abile placcatore, marcando 15 mete nelle due stagioni disputate in giallo-nero.
Nell'estate 2017 fu ingaggiato dal Benetton in Pro14.
Già nazionale Under-19, nel 2012 venne convocato nell'Argentina under 20 per disputare il campionato mondiale giovanile di rugby, classificandosi al quarto posto finale. Presto venne selezionato nell'Argentina Jaguares, la seconda squadra nazionale, disputando la Nations Cup 2013 e 2015 ed aggiudicandosi la Tbilisi Cup 2014. Dal 2012 al 2014 fece parte del gruppo dell'nazionale argentina a 7 impegnata nel circuito internazionale delle Sevens World Series, prendendo parte a diversi tornei e collezionando 19 presenze e 6 mete nelle serie.
Nel 2019 venne convocato nella nazionale italiana di rugby a 7 per il torneo europeo di qualificazione ai Giochi della XXXII Olimpiade. Nel novembre 2020, World Rugby lo dichiarò eleggibile dalla Federazione Italiana Rugby per rappresentare l'Italia anche nella disciplina del XV, dopo aver completato tre anni di residenza nel Paese, aver acquisito la cittadinanza italiana grazie ai nonni e bisnonni italiani e, visto che dal 2012 al 2015 aveva rappresentato l'Argentina con la nazionale A, giocare il torneo di qualificazione olimpica con l'Italia a 7.
Il 6 febbraio esordì con la nazionale italiana di rugby a 15 nella prima partita del Sei Nazioni 2021. Il 5 novembre 2022 segna la sua prima meta in Nazionale, nel test match vinto per 49-17 dagli Azzurri contro Samoa.

## Palmarès
- Pro14 Rainbow Cup: 1
Benetton Treviso: 2020-21
- Tbilisi Cup: 1
Argentina Jaguares: 2014
- Trofei Eccellenza : 2
Viadana: 2015-16, 2016-17